# Джон Генрі Лефрой
Сер Джон Генрі Лефрой (англ. John Henry Lefroy; 28 січня 1817 — 11 квітня 1890) був англійським військовим, а згодом колоніальним адміністратором, що також відзначився своїми науковими дослідженнями магнетизму Землі.

## Біографія
Лефрой вступив до Королівської військової академії Вулідж в Лондоні у 1831 році і став лейтенантом другого рангу Королівської артилерії в 1834 році. Коли британський уряд розпочав проект під керівництвом Едварда Себіна з вивчення земного магнетизму, його було обрано створити та контролювати обсерваторію на острові Святої Єлени. Він прибув на острів 25 вересня 1839 року і виконував це завдання протягом наступного року. У 1842 році Лефрой був відправлений до Торонто як керівник нової Торонтської магніто-метеорологічної обсерваторії, побудованої там у рамках цього проекту. Він одразу почав планувати польову експедицію на північний захід Канади для вимірювання магнетизму там. З помічником і бригадою компанії гудзонової затоки він проїхав понад 8000 км через Північно-західні території з травня 1843 по листопад 1844 р., зробивши вимірювання на понад 300 станціях, намагаючись відобразити геомагнітну активність Британської Північної Америки від Монреаля до Полярного кола, і знайти Північний магнітний полюс. Експедиція йшла за річкою Маккензі аж до форту Доброї надії та відвідала форт Сімпсон на заході. 9 червня 1848 року Лефрой став членом Лондонського королівського товариства.
Лефрой залишався в Торонто до 1853 року, продовжуючи свої спостереження та керуючи обсерваторією. 16 квітня 1846 року він одружився зі своєю першою дружиною Емілі Мері, дочкою сера Джона Робінсона, 1-го Баронета, з Торонто; вони мали двох дочок та двох синів. Лефрой також допоміг заснувати Королівський канадський інститут, де він був першим віце-президентом у 1851/52, а потім президентом у 1852/53. Перед поверненням до Лондона він керував передачею Торонтської магнітно-метеорологічної обсерваторії уряду провінції.
Після повернення до Лондона в квітні 1853 року Лефрой обіймав різні посади в британській армії. Він долучився до реформи армії, і на цій функції відповідав з 1855 по 1868 рік разом з Флоренсом Найтінгейлом. Пізніше він став генеральним інспектором армійських шкіл і, нарешті, у 1868 році директором Ордена підпорядкування. У 1859 році померла його дружина, а 12 вересня наступного року він одружився зі своєю другою дружиною Шарлоттою Анною. Коли він звільнився з армії в 1870 році з почесним званням генерал-майора, то вступив до колоніальної служби (тепер Управління закордонних справ і співдружності) і був призначений губернатором Бермудських островів з 1871 по 1877 рр. Залишив цю посаду через хворобу і повернувся до Англії, але пізніше обійняв посаду адміністратора Тасманії з 21 жовтня 1880 р. По 7 грудня 1881 р.
Джон Генрі Лефрой у 1870 р. був удостоєний звання кавалера Ордена Лазні, а в 1877 р. став лицарем Ордена Святого Михайла і Святого Георгія.

## Спадщина

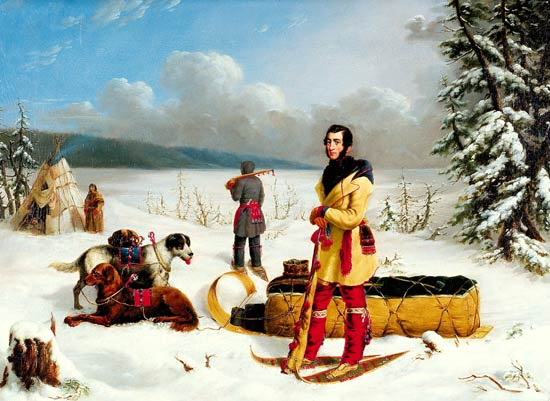
Геодезист: портрет капітана Джона Генрі Лефруа, бл. 1845 р., Продана за рекордною ціною понад 5 мільйонів доларів США у 2002 році. Картину іноді ще називають Сценою на Північному Заході.

Гора Лефрой у Скелястих горах носить ім'я Джона Генрі Лефроя, хоча видається неясним, чи її так назвав Джеймс Гектор з Паллізерської експедиції у 1858 році, чи Джордж Мерсер Доусон 1884 року.
Картина «Сцена на північному заході: портрет Джона Генрі Лефроя» Пола Кейна, яка зображує Джона Генрі Лефроя і якою володіла родина Лефрой в Англії, отримала рекордну ціну на аукціоні в Sotheby's в Торонто 25 лютого 2002 року, коли канадський Мільярдер Кеннет Томсон виграв торги в розмірі 5 062 500 доларів США. Згодом Томсон подарував картину як частину своєї колекції Thomson Художній галереї Онтаріо.
У 1960 році Фонд спадщини Онтаріо, Міністерство громадянства та культури, встановив провінційну військову дошку, присвячену серу Джону Лефрою (1817—1890) на кампусі університету Торонто .

## Вибрані публікації
- Лефрой, Дж. Дж.: Магнітні та метеорологічні спостереження на озері Атабаска і Форт Сімпсон капітаном Дж. Х. Лефроєм та у Форт Довір'я в озері Великий Ведмідь від сера Джона Річардсона ; Лондон: Лонгман, Браун, Зелений і Лонгманс, 1855.
- Лефрой, Дж. Дж.: Щоденник магнітного обстеження частини Домініону Канади, головним чином у Північно-Західних Територіях, виконаний у 1842—1844 роках ; Лондон: Longmans, Green & Co., 1883.